# Staryje Iwajtienki
Staryje Iwajtienki (ros. Старые Ивайтенки) – wieś (sieło) w Rosji, w obwodzie briańskim, w rejonie unieckim. W 2010 liczyła 64 mieszkańców.

## Urodzeni
- Iwan Gudowicz – rosyjski wojskowy.